# Kateryna Tarasenko
Kateryna Tarasenko (ukr. Катерина Тарасенко; ros. Екатерина Тарасенко; ur. 6 sierpnia 1987 w Dniepropetrowsku) – ukraińska wioślarka, mistrzyni olimpijska, wicemistrzyni świata, czterokrotna mistrzyni Europy.

## Osiągnięcia
- Mistrzostwa Świata – Monachium 2007 – dwójka podwójna – 4. miejsce[2].
- Mistrzostwa Europy – Poznań 2007 – dwójka podwójna – 4. miejsce[2].
- Igrzyska Olimpijskie – Pekin 2008 – dwójka podwójna – 7. miejsce[2].
- Mistrzostwa Europy – Ateny 2008 – dwójka podwójna – 1. miejsce[2].
- Mistrzostwa Świata – Poznań 2009 – jedynka – 16. miejsce[2].
- Mistrzostwa Europy – Brześć 2009 – ósemka – 3. miejsce[2].
- Mistrzostwa Europy – Montemor-o-Velho 2010 – czwórka podwójna – 1. miejsce[2].
- Mistrzostwa Świata – Hamilton 2010 – czwórka podwójna – 2. miejsce
- Mistrzostwa Europy – Płowdiw 2011 – czwórka podwójna – 1. miejsce[2].
- Mistrzostwa Świata – Bled 2011 – czwórka podwójna – 6. miejsce[2]
- Igrzyska Olimpijskie – Londyn 2012 – czwórka podwójna – 1. miejsce
- Mistrzostwa Europy – Varese 2012 – czwórka podwójna – 1. miejsce[2].